# سیف (شخصیت کمیک)
سیف (به انگلیسی: Sif) یک شخصیت خیالی ابرقهرمان در کتاب‌های کامیک آمریکایی منتشر شده توسط مارول کامیکس است؛ که اغلب با شخصیت ثور مرتبط است. او برای اولین بار، در شمارهٔ ۱۰۲ سفر به رمز و راز (Journey into Mystery) در مه ۱۹۶۴ معرفی شد. شخصیت سیف توسط استن لی و جک کربی بر اساس ایزدبانویی در اساطیر اسکاندیناوی به همین نام خلق شده‌است.
جیمی الکساندر نقش این شخصیت را در فیلم‌های دنیای سینمایی مارول شامل: ثور (۲۰۱۳)، ثور: دنیای تاریک (۲۰۱۳)، ثور: عشق و تندر (۲۰۲۲)، و فصل اول و دوم مجموعه تلویزیونی مأموران شیلد ایفا کرده‌است.